# Idiommata blackwalli
Espèce
Synonymes
- Idiops blackwallii O. Pickard-Cambridge, 1870

Idiommata blackwalli est une espèce d'araignées mygalomorphes de la famille des Barychelidae.

## Distribution
Cette espèce est endémique d'Australie-Occidentale.

## Publication originale
- O. Pickard-Cambridge, 1870 : Supplementary notice on the genus Idiops. Proceedings of the Zoological Society of London, vol. 38, no 1, p. 152-157 (texte intégral).